# Mr. Eliminator
 (août 2024).
Si vous disposez d'ouvrages ou d'articles de référence ou si vous connaissez des sites web de qualité traitant du thème abordé ici, merci de compléter l'article en donnant les références utiles à sa vérifiabilité et en les liant à la section « Notes et références ».
Albums de Dick Dale and His Del-Tones
Checkered Flag
(1963) Summer Surf
(1964)
Mr. Eliminator est le quatrième album studio de Dick Dale, sorti en février 1964,. Il est du genre surf music.

## Pistes
1. "Mr. Eliminator"
2. "50 Miles to Go"
3. "Flashing Eyes"
4. "Taco Wagon"
5. "The Squirrel"
6. "The Victor"
7. "Blond in the 406"
8. "Firing Up"
9. "My X-KE"
10. "Nitro Fuel"
11. "Hot Rod Alley"
12. "Wild Ideas" (CD reissue extra track)
13. "Wild, Wild Mustang" (CD reissue extra track)